# Благодійна Україна – 2018
Національний конкурс «Благодійна Україна» — щорічний всеукраїнський конкурс з відзначення найкращих благодійників і найбільш ефективних благодійних ініціатив в Україні. Заснований 2012 року Асоціацією благодійників України.
Початок VII національного конкурсу «Благодійна Україна»  було оголошено у жовтні 2018 року. Конкурс проводився у 15 основних та 4 спеціальних номінаціях, а також 3 спеціальних номінаціях. Збір конкурсних заявок тривав до 15 березня 2019 року . Загалом на конкурс надійшло 964 заявки від благодійників з усіх куточків України. Засновник конкурсу Асоціації благодійників України. Національна експертна рада та більше ніж 40 залучених зовнішніх експертів визначили найкращих благодійників в Україні. Цьогоріч учасники конкурсу подавали свої заявки в 23 номінації. Найбільша кількість заявок надійшла у колективну номінацію «Молодіжна та дитяча благодійність». 
Традиційна спільна прес-конференція Оргкомітету, Конкурсної комісії, Наглядової ради та Медіа-ради, на якій оголошують імена лауреатів конкурсу відбулася 16 квітня 2019 року в Українському кризовому медіа-центрі.

## Регіональні етапи Національного конкурсу
У цьому році було оголошено 12-ть регіональних конкурсів: у Вінницькій, Житомирській, Хмельницькій, Одеській , Харківській, Херсонській, Київській, Львівський, Чернівецькій, Донецькій областях. На початку нового конкурсу також приєднались Полтавська та Запорізька області.

## Церемонія нагородження
Церемонія нагородження переможців конкурсу пройшла в колонній залі КМДА 16 квітня 2019 року . Її провели співачка, мисткиня, журналіст, волонтер, громадський діяч та Голова наглядової ради конкурсу Анжеліка Рудницька,  український поет, журналіст, телеведучий  Дмитро Лазуткін та  ведучий телеканалу 112 Олексій Ананов. Церемонія розпочалася з виконання Гімну Україну Українським народним хором імені Станіслава Павлюченка. Секретар-референт Київської Митрополії Української Православної Церкви (ПЦУ) священик Іван Сидор прочитав молитву та привітав лауреатів.
Для переможців співали лідер гурту «Без обмежень», волонтер Сергій Танчинець, вокалістка гурту «Врода» Ольга Нестеренко, Анжеліка Рудницька та Оксана Муха.
Нагороди переможцям вручали: дружина Президента України Марина Порошенко; Олександр Максимчук - Президент Асоціації благодійників України, Голова Оргкомітету Національного конкурсу «Благодійна Україна»; співачка, волотер та громадська діячка, Голова Наглядової ради Конкурсу Анжеліка Рудницька;  Голова Наглядової ради Міжнародного благодійного фонду «Україна 3000» Катерина Ющенко; Народний  депутата України, Голова Комітету Верховної Ради України з питань культури і духовності Микола Княжицький; Міністр культури України Євген Нищук; Голова Правління Всеукраїнської громадської організації «Українська ліга сприяння розвитку паліативної та хоспісної допомоги» Василь Князевич; Голова Правління Ресурсного центру розвитку громадських організацій «Гурт» Олексій Мелещук; заступник Міністра екології та природних ресурсів України Василь Полуйко; Голова правління Міжнародного благодійного фонду «Україна 3000» Марина Антонова; співак, волонтер Сергій Фоменко,  Перший заступник міністра освіти Павло Хозбей, Голова правління Благодійного фонду Мистецький Арсенал Ольга Вієру, віце-президент Асоціації благодійників України  Олександр Олійник, та медіаекспертка, журналістка, Голова Медіа-ради Конкурсу Лариса Мудрак.
Традиційно, і у цьому році не обійшлося без спеціальних нагород. Оргкомітетом  Конкурсу цьогоріч було прийнято рішення нагородити такі ініціативи та благодійників:
- Кока-Колу Беверіджиз Україна Лімітед за багаторічну системну підтримку благодійності в Україні;
- Митрополита Київського і всієї України, Предстоятеля Православної Церкви України Епіфанія за особистий внесок до розвитку благодійності в Україні;
- Президента України Петра Порошенка[8] за соціальну благодійність та зміцнення обороноздатності країни за період з 2014 по 2019 роки;
- Компанію TIU Canada за особливий внесок до регіонального розвитку України;
- Ірину Паліашвілі за особливий внесок у розвиток української культури та мистецтва;
- Оксану Муху за волонтерську роботу та активну громадську позицію;
- Володимира Слабовського за волонтерську роботу та активну громадську позицію (посмертно);
- Світлану Іванюту за особистий внесок до розвитку благодійності в Україні (посмертно).

Також спеціальні відзнаки вручили за волонтерську роботу та активну громадську позицію Ользі Нестеренко, Сергію Танчинцю та ведучому вечора - Дмитру Лазуткіну.

## Організатори
Засновник конкурсу — Асоціація благодійників України, співзасновники — МБФ «Україна 3000».
Керівні органи
Згідно з Положенням про Національний конкурс «Благодійна Україна», Асоціація благодійників України, як засновник конкурсу, щорічно формує керівні органи конкурсу. Керівними органами є: Організаційний комітет, Наглядова рада, Національна експертна рада, Медіа-рада та Ділова рада Національного конкурсу «Благодійна Україна — 2018». 
1. Організаційний комітет є постійно діючим робочим органом конкурсу, який забезпечує його проведення, пов'язаних з ним заходів та діяльність керівних органів конкурсу. До складу організаційного комітету конкурсу увійшли:
  - Олександр Максимчук  – президент Асоціації благодійників України. Голова організаційного комітету;
  - Антонова Марина  – голова Правління Міжнародного благодійного фонду «Україна 3000»;
  - Олійник Олександр  – віце-президент Асоціації благодійників України;
  - Демчак Володимир  – президент  «Української торгово-промислова конфедерації»;
  - Мудрак Лариса  – віце-президент Асоціації благодійників України, журналіст, медіа-експерт і волонтер;
  - Вієру Ольга  – директор Благодійного фонду "Мистецький Арсенал".
2. Наглядова рада — презентує конкурс, приймає стратегічні рішення з проведення конкурсу, здійснює консультування та нагляд за роботою Організаційного комітету і Національної експертної ради. До складу Наглядової ради конкурсу увійшли:
  - Рудницька Анжеліка  – співачка, мисткиня, журналіст, волонтер, громадський діяч. Голова Наглядової ради;
  - Фоменко Сергій  – співак, лідер музичного гурту «Мандри»;
  - Малкович Іван  – поет, директор видавництва «А-БА-БА-ГА-ЛА-МА-ГА»;
  - Ірма Вітовська  – акторка, волонтер;
  - Вікторія Воронович  – волонтер, громадський активіст, засновниця ГО «Міжнародний альянс братської допомоги»;
  - Тополя Тарас  – співак, фронтмен гурту «Антитіла»;
  - Марія Бурмака  – співачка, громадський діяч;
  - Білозір Оксана  – народна артистка України, депутат Верховної Ради України, волонтер.
3. Національна експертна рада — визначає переможців та лауреатів на загальнодержавному та регіональному рівнях конкурсу. До складу Національної експертної ради цьогоріч увійшли:
  - Криса Марина  – президент Благодійного фонду «Приятелі дітей». Голова Національної експертної ради;
  - Олійник Олександр – віце-президент Асоціації благодійників України. Секретар Національної експертної ради;
  - Ющенко Катерина  – голова Наглядової ради Міжнародного благодійного фонду «Україна 3000»;
  - Мудрак Лариса  – віце-президент Асоціації благодійників України, журналіст, медіа-експерт і волонтер;
  - Демчак Володимир  – президент  «Української торгово-промислова конфедерації».
4. Медіа-рада — сприяє популяризації теми благодійності в Україні в засобах масової інформації. Медіа-рада є експертною групою з оцінювання номінації «Благодійність у медіа». Склад медіа-ради конкурсу:
  - Мудрак Лариса - віце-президент Асоціації благодійників України, журналіст, медіа-експерт і волонтер. Голова медіа-ради;
  - Олег Наливайко  – журналіст, голова Державного комітету телебачення і радіомовлення України;
  - Ляховецька Тетяна  – телевізійний продюсер, волонтер;
  - Андрій Куликов  – журналіст, редактор, радіоведучий, телеведучий, медіа-експерт, голова правління ГО "Громадське радіо";
  - Маслич Богдан  – засновник Ресурсного центру розвитку громадських організацій «Гурт»;
  - Кузнєцова Інна — головний редактор Київського бюро Української служби «Радіо Свобода»;
5. Ділова рада — популяризує конкурс та благодійність у діловому середовищі. Також Ділова рада є експертною групою з оцінювання таких номінацій: «Благодійність великого бізнесу»; «Благодійність середнього бізнесу»; «Благодійність у малого бізнесу»; «Корпоративна благодійність»; «Меценат року». Склад Ділової ради конкурсу:
  - Демчак Володимир — президент «Української торгово-промислова конфедерації» . Голова Ділової ради;
  - Кузнєцова Анжела — ректор ДВНЗ «Університет банківської справи»;
  - Іонов Андрій — директор громадської організації «Вектор»;
  - Войналович Олексій — директор Видавничого дому «Новий Час»;
  - Іхтіяров Володимир — президент асоціації «Світло-Техніка України».

## Партнери
- Ресурсний центр «ГУРТ»
- Територія А
- Український кризовий медіа-центр